# Andrea Fortunato
Andrea Fortunato (ur. 26 lipca 1971, zm. 25 kwietnia 1995) – włoski piłkarz grający w linii obrony. Występował w Juventusie i w narodowej reprezentacji Włoch. Zmarł w wieku 23 lat po ponad roku zmagania się z białaczką.
Urodzony w Salerno, Fortunato był jednym z najbardziej perspektywicznych piłkarzy w Italii na przełomie lat 80. i 90. XX wieku. Wschodzący talent zaliczył krótką, ale udaną przygodę z piłką nożną zanim dotknęła go tragedia.
Zawodnik zaczął profesjonalną karierę w klubie Como w wieku 17 lat, gdzie od początku grał jako lewy obrońca. Młody gracz z Salermo zagrał 16 spotkań w swoim pierwszym sezonie w Lariani, po którym klub spadł do Serie C. To właśnie podczas regularnych występów w Como młody Andrea ściągnął na siebie oczy większych klubów - w szczególności przedstawicieli Genoa CFC. Z klubem z Genui Fortunato podpisał kontrakt w 1991 roku, ale został od razu wypożyczony do Pisy na sezon 1991/92.
Po regularnych występach w klubie z Pizy, włodarze Genoi zdecydowali że w sezonie 1992/93 Andrea będzie występował w ekipie Rossoblu. Grał tam między innymi z inną wschodzącą gwiazdą piłki nożnej, Christianem Panucci. W swoim pierwszym sezonie w Serie A Fortunato grał na tyle dobrze, że zwrócił uwagę ówczesnego trenera Juventusu, Giovanniego Trapattoniego, który sprowadził go do ekipy Bianconerich. W Juve młody obrońca otrzymał biało-czarną koszulkę z numerem 3, należącym w latach 80. do znakomitego lewego obrońcy Antionio Cabriniego.
Znakiem firmowym Fortunato były częste rajdy lewą stroną boiska i dokładne podania lewą nogą, które docierały m.in. na głowy Roberto Baggio i Gianluci Vialli. Czuł się on częścią drużyny nie tylko na boisku, ale także poza nim. Jego osobisty urok i osobowość sprawiły, że zaskarbił sobie sympatię wielu osób. Wśród nich był także Arrigo Sacchi, ówczesny trener reprezentacji narodowej Włoch, który nazwał go "objawieniem włoskiego futbolu" i powołał zawodnika Juventusu na jego - jak się później okazało - jedyny mecz w Squadra Azzurra. Było to spotkanie z Estonią, 22 września 1993 w Tallinnie. Fortunato zajął miejsce Paolo Maldiniego i grał wspólnie z Franco Baresim w wygranym przez Włochów 3-0 meczu. Zawodnik pokazał podobne atrybuty do Paolo Maldiniego i był w planach Sacchiego na Mistrzostwa Świata w 1994 roku.
Andrea Fortunato wydawał się być gotowym na podbój międzynarodowego futbolu, ale forma zawodnika wyraźnie spadła w krótkim czasie bez, jak się wydawało, żadnego powodu. Po serii badań, w maju 1994, lekarze ogłosili, że Andrea cierpi na rzadką odmianę białaczki. Po przeszczepie szpiku kostnego, Fortunato doszedł do siebie i został powołany do kadry meczowej przez Marcello Lippiego na ligowe spotkanie z Sampdorią, które odbyło się 22 lutego 1995.
Wszystko wydawało się być na dobrej drodze, ale Fortunato zaraził się zapaleniem płuc i nigdy nie wyzdrowiał - zmarł 25 kwietnia 1995. Tego wieczoru włoska reprezentacja grała mecz z Litwą w Wilnie - Azurri zwyciężyli i zadedykowali wygraną zmarłemu koledze. Zanim zmarł, Andrea wypowiedział słowa: "Nigdy nie przypuszczałem, że spacer może być tak cudowną rzeczą". W sezonie 1995/96 Juventus pod wodzą Lippiego wygrał Serie A po raz 23. w historii, triumf ten znany jest jako Scudetto Fortunato. Zostało mu także zadedykowane zwycięstwo w Superpucharze Włoch.